# Kauai-nukupuu
Kauai-nukupuu (Hemignathus hanapepe) är en utdöd fågel i familjen finkar som enbart förekom på den hawaiianska ön Kauai.

## Utseende och läten
Kauai-nukupuun var en medelstor (14 cm) fink med kraftig nedåtböjd näbb där undre näbbhalvan bara var hälften så lång som den övre. Hanen var guldgul på huvud och bröst, övergående i vitt på buk och undre stjärttäckare. Ovansidan var gulgrön, medan hjässa och nacke är grönaktiga, liksom ett streck bakom ögat och bakre kanten av örontäckarna. Vidare syntess svart tygel, ögonring och näbb. Honan var grågrön ovan, mestadels smutsvit under med gult begränsat till hakan, övre delen av strupen och i en fläck ovan tygeln. Sången var en kort melodi och lätet beskrivs som "ke-wit", båda lika akiapolaau på Hawaii.

## Utbredning och status
Fågeln förekom endast i fuktiga ohiaskogar på Kauai i Hawaiiöarna. Senaste bekräftade fyndet är från 1899. Sedan 2024 kategoriserar IUCN den som utdöd. Kauai-nukupuu betraktades länge som en underart till H. lucidus.

## Familjetillhörighet
Arten tillhör en grupp med fåglar som kallas hawaiifinkar. Länge behandlades de som en egen familj. Genetiska studier visar dock att de trots ibland mycket avvikande utseende är en del av familjen finkar, närmast släkt med rosenfinkarna. Arternas ibland avvikande morfologi är en anpassning till olika ekologiska nischer i Hawaiiöarna, där andra småfåglar i stort sett saknas helt.